# Римський додекаедр

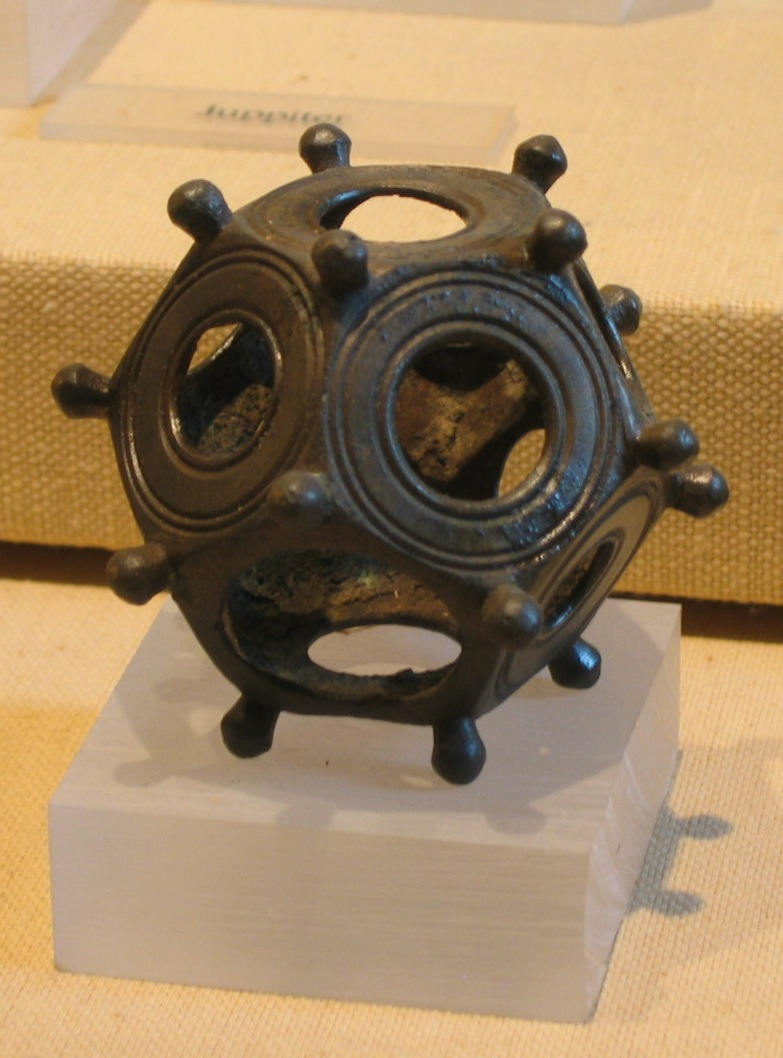
Римський додекаедр, знайдений в Німеччині

Римський додекаедр — невеликий порожнистий об'єкт античної доби, зроблений з бронзи або (рідше) каменю, геометричну форму якого утворюють дванадцять плоских п'ятикутних граней. Римські додекаедри також мають виступи у вигляді «шишок» на кожній з вершин п'ятикутників, а п'ятикутні грані мають круглі отвори різного діаметра. Вперше знайдені в XVIII ст. і датовані приблизно II—IV століттями. Їхні знахідки відбуваються на території Римської імперії, звідки й назва.
Існує багато версій щодо призначення цих об'єктів, поміж них: вимірювальні пристрої, знаряддя для в'язання, іграшки, прикраси.

## Опис
Це невеликі порожнисті предмети, виконані з мідного сплаву, що складаються з 12-и плоских п'ятикутних граней. Кожна грань має круглий отвір, причому на кожній грані отвори різного діаметра. Кожна вершина увінчана кулястою ручкою. Римські додекаедри датуються II—IV ст. н. е., і їх призначення залишається невідомим. Вони рідко мають ознаки зношення, і не мають жодних цифр чи літер.
Розмір виробів варіюється від 4 до 11 сантиметрів у діаметрі. Також поблизу Арлоффа в Німеччині знайдено подібний предмет у формі ікосаедра.
Менші додекаедри, виготовлені з золота, знайдені в Південно-Східній Азії вздовж Морського шовкового шляху. Найдавніші з цих виробів, ймовірно, теж належать до римської епохи. Подібні декоративні золоті додекаедри знайдені в містах-державах П'ю.

## Історія
Очевидна майстерність їх виготовлення свідчить, що додекаедри були цінними. Це підтверджується й тим, що деякі з них були знайдені разом із монетами римської доби. Проте не відомо жодного стародавнього письмового джерела, де згадувалися б ці предмети.
Перший додекаедр був знайдений у 1739 році. Відтоді виявлено щонайменше 116 подібних об'єктів на територіях Італії, Австрії, Бельгії, Франції, Німеччині, Угорщини, Люксембургу, Нідерландів, Швейцарії та Великої Британії. Через широту розповсюдженості їх також називають галло-романськими додекаедрами. Найбільш поширені вони на території Римської Галлії, регіоні, що приблизно відповідає сучасній Франції, а також у деяких частинах сучасних Бельгії та Швейцарії.
До середини XIX ст. ці об'єкти отримали загальну назву «додекаедри». Вони виставлені в десятках музеїв і археологічних колекцій по всій Європі, проте їхні описи, як правило, короткі через неясність призначення додекаедрів. У XIX ст. антиквари припускали, що додекаедри були частиною зброї, можливо наконечниками булав або снарядами для пращ. Однак, надалі виникли інші пояснення, бо військовим призначенням не можна пояснити різні розміри отворів у додекаедрах і відсутність таких знахідок на окремих римських територіях.

## Гіпотези щодо призначення

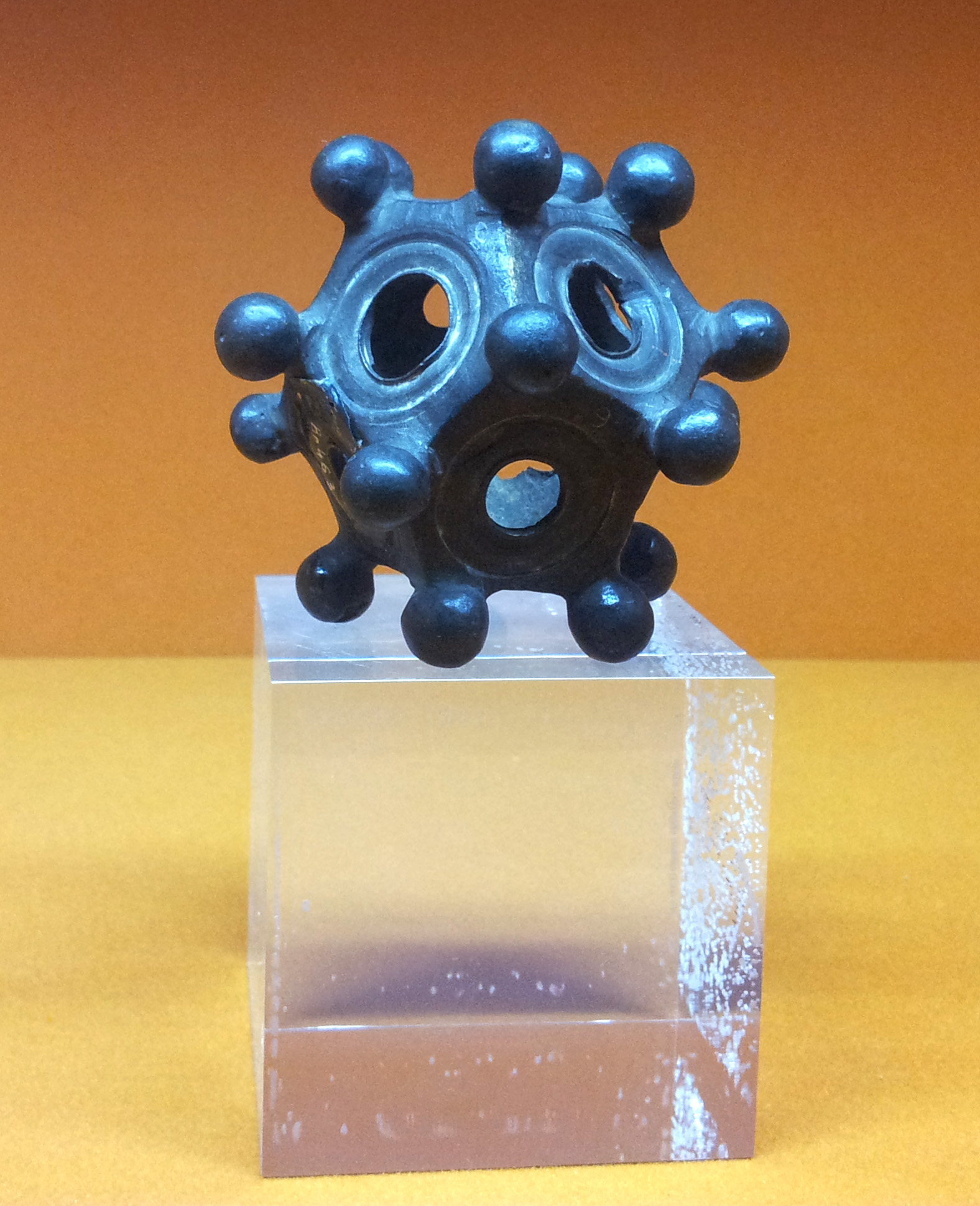
Римський додекаедр в Музеї галло-римської де Фурв'єр, Ліон

Археологи висунули понад 25 гіпотез призначення додекаедрів, але довести жодну з них не вдалося. В історичній літературі для стислості використовується абревіатура «UGRO» (від англ. Unidentified Gallo-Roman Object — нерозпізнаний галло-римський предмет). Найпоширеніші пояснення:
Вимірювальний пристрій — додекаедр використовувався як вимірювальний пристрій, а саме як далекомір на полі бою. Відповідно до цієї гіпотези додекаедр застосовувався для розрахунку траєкторій метальних снарядів. Це могло б пояснити наявність різного діаметра отворів на п'ятикутних гранях. Також предмет міг слугувати в мирних справах для геодезії. Людина дивилася крізь один з отворів і могла б виміряти, наскільки віддалений об'єкт, яка його довжина чи ширина. Це могло б пояснити чому додекаедри поширені на околицях Римської імперії, де була потреба в розбудові доріг і акведуків.
Іграшка — виріб був частиною іграшки, схожої на французьку більбоке, відому з середньовіччя. Сенс гри полягав у тому, щоб зловити в отвір підкинуту вгору кульку. Є також версія, що предмети пов'язані з грою в кості. Самі додекаедри навряд чи використовувалися як гральні кісточки, бо їхні грані різної маси, а тому предмет, бувши кинутим, завжди падає на ту саму грань, втрачаючи елемент випадковості.
Прикраса чи релігійний предмет — відкриття в 1939 році бронзового додекаедра, що добре зберігся, у Крефельді, поблизу кордону Німеччини з Нідерландами, підтверджує таку ідею. Об'єкт було знайдено в могилі заможної жінки IV століття нашої ери разом із залишками кістяного посоха. Ймовірно, додекаедр був встановлений на посох, як свого роду верхівка скіпетра, і йому могли приписували магічну силу.
Предмет для ворожіння — ворожіння було популярне по всій Римській імперії, і 12 граней додекаедра могли вказувати на зв'язок із 12 астрологічними сузір'ями. Можливий зв'язок предмета з ідеями, висловленими Платоном, який писав у діалозі «Федр», що додекаедр — це форма світу: «Земля, якщо поглянути на неї згори, схожа на м'яч, зшитий з дванадцяти шматків шкіри й барвисто розписаний різними кольорами».
Еталонний виріб — Рюдігер Шварц, археолог із Заальбурзького римського археологічного парку поблизу Франкфурта в Німеччині запропонував, що призначення додекаедрів полягало в демонстрації здібностей майстра до обробки металу. Саме тому на них немає слідів зношення.
Інструмент для перевірки монет — додекаедри могли якимось чином використовуватися для перевірки справжності монет. Багато додекаедрів було виявлено як частину монетних скарбів. Час, яким вони датуються, був періодом, коли римські імператори почали зменшувати вміст срібла в провідних римських монетах, денаріях та сестерціях, оскільки імперія зіткнулася з серйозними економічними, політичними та соціальними проблемами.
Астрономічний або астрологічний інструмент — додекаедри слугували астрономічними інструментами для вимірювання відстані між небесними тілами. Знання цього також могло дозволити римлянам визначити найкращий час для посіву та початку збору врожаю. Така версія пояснює чому додекаедри унікальні для таких частин імперії, як Британія та Галлія, якими раніше правили кельтські племена. Їхні друїди та інші релігійні діячі надавали великого значення астрології.
Свічник — такі предмети зручно використовувати, щоб ставити в них свічки.
Прилад для в'язання — малоймовірна, проте популярна версія полягає в тому, що додекаедр використовувався для в'язання рукавичок.